# Man Made a Bar
Man Made a Bar  è un singolo del cantante country statunitense Morgan Wallen, pubblicato il 13 novembre 2023 come settimo estratto dal terzo album in studio One Thing at a Time. Il brano vede la partecipazione del cantautore statunitense Eric Church.

## Descrizione
Il brano musicale è stato scritto da Rocky Block, Jordan Dozzi, Larry Fleet e Brett Tyler. La produzione è avvenuta a cura di Joey Moi.

## Andamento in classifica
Il brano ha fatto la sua comparsa esclusivamente nelle classifiche del Nord America. 
Il 18 marzo 2023, coincidente con la settimana di pubblicazione dell'album, tutte le 36 tracce dell'album One Thing at a Time hanno fatto ingresso nella Billboard Hot 100, infrangendo il record precedentemente detenuto da Drake per il maggior numero di canzoni contemporaneamente in classifica. Man Made a Bar ha debuttato alla 15ª posizione della classifica statunitense, corrispondente anche al suo picco massimo raggiunto. Il brano ha anche raggiunto la top 10 della Hot Country Songs, arrivando fino alla posizione numero 8. In Canada Man Made a Bar ha raggiunto la 20ª posizione della Billboard Canadian Hot 100.

## Classifiche
| Classifica (2023) | Posizione massima |
| ----------------- | ----------------- |
| Canada            | 20                |
| Stati Uniti       | 15                |